# سبک معماری هخامنشیان
از دوران قدیم در ساختمان های ایرانی از دو سبک معماری مختلف استفاده شده است.
یکی از این دو سبک معماری ساختمان هایی با سقف چوبی (نظیر ابنیه سلطنتی پرسپولیس )که نقاط و مناطق پر درخت بنا شده است.
سبک دوم عبارت از سبک بعد از اسلام در ایران است (ساختمان های گنبدی شکل) 
در دوران ایران باستان اکثراً از سبک اول استفاده می شده است. در زمان کوروش کبیر (سیروس) در پایتخت جندین کاخ سلطنتی ساخته شد که در اکثر انها سبک معماری سقف های چوبی را می توان دید. بعد از پادشاهی کوروش کبیر و کمبوجیه کبیر پادشاهی به داریوش اول رسید. به دستور داریوش اول پایتخت از پاسارگاد به پرسپولیس انتقال یافت. (518قبل میلاد مسیح)  در قصر های ساخته شده در زمان داریوش و خشایار و اردشیر از بقای بجا مانده می توان فهمید که یکی از اصول معماری هخامنشیان ساخت تالار های ستون دار بود این تالار ها دارای ستون هایی سنگی و سقف هایی چوبی بودند باتوه  به ستون ها و سر ستون ها می توان به چیرگی استاد کاران هخامنشی در کار خود پی برد.
جدا از قصر های هخامنشی که به طور کامل بیان گر نوع معماری هخامنشی هستند باید نگاهی به عبادت گاه های ان زمان انداخت اما چون آریایی ها دارای بارگاه و مکان عبادت خاصی در ان زمان نبودند کاری در این زمینه نمیتوان پیش برد.
در مکان های زیر براحتی از نوع ساختار به سبک معماری هخامنشی پی برد:
تالار آپادانای پرسپولیس ( ساختاری چهار گوش دارای ستون های متعدد سقفی چوبی در نزدیکی ورودی های تخت جمشید و خیابان سپاهان)
تالار صد ستون یا تالار ارتش ( در ضلع شرقی تالار آپادانا واقع شده دارای سنگ نگاره هایی کنده کاری شده است. ساختاری با ستون های سنگی و سقف چوبی داشته بوده است.)  